# 威廉斯堡 (艾奥瓦州)
威廉斯堡（英語：Williamsburg）是一個位於美國愛荷華州愛荷華縣的城市。

## 地理
威廉斯堡的座標為41°39′51″N 92°00′44″W / 41.66417°N 92.01222°W，而該地的平均海拔高度為251米（即823英尺）。

## 人口
根據2010年美國人口普查的數據，威廉斯堡的面積為9.71平方千米，當中陸地面積為9.69平方千米，而水域面積為0.02平方千米。當地共有人口3068人，而人口密度為每平方千米315人。